# 阿蒂卡监狱暴乱
阿蒂卡监狱暴乱（Attica Prison riot）发生在1971年美国纽约州的阿蒂卡监狱之中。暴乱源于囚犯们要求更好的生活条件。在1971年9月9日，一方面也是为了回应8月21日黑人激进囚犯George Jackson被狱警枪杀于加州的聖昆丁州立監獄这个事件，近2200名阿蒂卡囚犯中大约1000名暴动并控制了监狱，并将33名狱警作为人质。在接下来四天的谈判中，官方同意了囚犯的28条要求，但是没有同意对囚犯控制监狱和挟持人质在刑事指控上的完全赦免。在当时紐約州州長纳尔逊·洛克菲勒的命令下，州警察重新控制了监狱。当暴乱结束后，至少造成了39人死亡，其中包括了10名监狱看守和文职人员。

## 暴乱
在1971年9月9日，周四上午大约8点20分的时候，有5队囚犯排队等待点名。在听到他们的一个同伴因涉及攻击狱警被留在囚室中，将在隔离后被拷打的传闻后，这些囚犯中的一部分为表示抗议，走向他们自己的囚室，而剩下的人继续去吃早饭。当抗议的囚犯走过被隔离的那个囚犯时，他们设法将他从囚室中释放出来。之后他们重新加入了之前的囚犯，也走去吃饭。一段时间后，当狱警发现所发生的事情后，他们改变了囚犯的常规日程。囚犯们在吃完早饭后意识到他们没有向往常一样前往庭院，而是被领回自己的囚室。当一个监狱看守试图平复囚犯的骚乱时，囚犯们的抱怨转变成了愤怒。这名狱警被殴打了，而这标志着暴乱的开始。
囚犯迅速控制了监狱的D区，两个隧道，以及中心控制室和广场。囚犯将42名监狱看守和文职人员作为人质并将他们的要求写成了一份清单，声称只有在要求被满足后他们才会停止暴动。在这所被设计容纳1200名囚犯的监狱中实际上住了2225人，同时囚犯只被允许一周洗一次澡，每人每月只有一卷厕纸可以使用，他们感到自己的权利被非法否定了。

## 谈判
囚犯继续着和矫正服务部门专员罗素·奥斯瓦尔德（Russell G. Oswald）不成功的谈判，随后又和一个包括了《纽约时报》编辑汤姆·威克（Tom Wicker），《密歇根纪事报》的詹姆斯·英格拉姆（James Ingram），纽约州参议员约翰·邓恩（John Dunne），纽约州众议员阿瑟·伊夫（Arthur Eve），公民权利律师威廉·孔斯特勒（William Kunstler），伊斯兰民族组织代表路易斯·法拉堪（Louis Farrakhan）和其他代表的观察团进行协商。
当纽约州州长纳尔逊·洛克菲勒拒绝来到暴乱现场和囚犯见面后，情况进一步变得复杂化。虽然后来的事故评价认为州长没有来到现场事实上防止了情况进一步恶化。最终谈判破裂，奥斯瓦尔德告诉囚犯他无法再和他们谈判并且要求他们必须投降。奥斯瓦尔德之后打电话给纽约州州长纳尔逊·洛克菲勒并再一次请求他来到监狱平复暴乱。在被州长的拒绝后，奥斯瓦尔德表示他将命令州警察用武力重新取得监狱控制权。州长纳尔逊·洛克菲勒同意了奥斯瓦尔德的决定。这个决定之后受到了纳尔逊·洛克菲勒建立的阿蒂卡监狱暴乱及后果调查委员会批判。

## 监狱的夺回以及报复
犯人们的情绪变得非常糟糕，因为州长纳尔逊·洛克菲勒似乎对他们的要求持反对态度，他们变得越发躁动不安。犯人们已经挖好了壕沟，将金属的大门通上电流并且用桌子和泥土筑起了堡垒。汽油也已经准备好等待在冲突爆发的时候被点燃，而监狱庭院的控制中心也加强了防守。囚犯们将四名矫正官员带到了控制中心的顶层，并威胁要割断他们的喉咙。在直升机上的记者报道称在D区的人质也将要被处决。州长纳尔逊·洛克菲勒下达了命令，如果谈判破裂，在当天就要夺回监狱的控制权。指挥官奥斯瓦尔德在看到了人质面临的危险后下令用武力夺回监狱。对于这个决定，他在之后回忆到说：“我想我在一个相对小的多的规模上知道了杜鲁门当年决定投下原子弹时是怎样想的。” 
1971年9月13日星期一早上9点46分，催泪瓦斯被扔进监狱中，同时来自纽约州的警察和来自纽约国民警卫队的士兵在烟雾中进行了持续两分钟的开火。他们使用的武器包括霰弹枪，这造成了人质以及没有反抗的囚犯的死伤。在这次行动中，监狱原先的矫正官员也被允许参加，这被后来由纳尔逊·洛克菲勒建立的暴乱及后果调查委员会认为是一项“不可饶恕”的决定。到监狱被夺回时，已经有9名人质以及29名囚犯被杀。十分之一的人质由于在冲突中受到枪伤而在1972年10月份死去。
最终死亡人数中还包括在暴乱开始时受重伤的狱警，另外总共有9名人质死于警察和士兵射击。纽约州阿蒂卡特别委员会写道：“除了19世纪的印第安大屠杀，这场结束了持续4天监狱暴动的纽约州警察进攻造成了美国自内战以来最为血腥的一天。”
媒体报道称很多人质因被罪犯割断喉咙而死，然而这与官方的医学鉴定报告相矛盾。报纸打着“我看见割喉”的头条，暗示当部队攻入监狱时罪犯杀死了人质。这些虚假的报道为狱警与矫正官员的报复打下了基础。一些犯人被要求脱掉衣服在泥里爬行，一些犯人被要求裸体跑过监狱的矫正官员，而这些矫正官员则随意地打这些犯人。在暴乱结束的几天后，监狱中的医生报告了更多的暴力伤害事件。特别委员会指出纽约州的官员没有对那些错误的报告与谣言即使做出回应。

## “地下气象员”组织的报复
9月17日下午19点30分，“地下气象员”组织向纽约矫正服务部门发动了报复袭击，在奥斯瓦尔德的办公室引爆了一枚炸弹。他们声称监狱是“一个由白人种族主义者控制的社会而白人的至高权力已经成为了白人需要面对的首要问题”，同时他们认为阿蒂卡监狱暴动主要应该由州长纳尔逊·洛克菲勒承担责任。

## 法律诉讼及补偿
在暴乱结束之后的4年内，62名罪犯在42次起诉中总计被指控1289次，1个纽约州警察因为肆意伤害而被起诉。
	犯人以及被杀死犯人的家属控诉纽约州政府在夺回阿蒂卡监狱的过程中以及之后以法律强加的形式侵犯了他们的人权。直到27年后，在2000年，纽约州政府才同意赔偿1200万美元附加650万美元的诉讼费解决这个事件。

## 种族问题
阿蒂卡监狱暴乱发生的时期，正值黑人暴力高发事件，很多黑人罪犯都被转移到阿蒂卡监狱。这导致监狱的人数达到2243人，远远超过当初设计时的容量1200人。关押的犯人中有54%是非裔美国人，9%是波多黎各人，37%是白人。然而监狱中全部383名改正官员都是白人，其中一些人还是公开的种族主义者。他们把警棍称为“黑鬼棒”，肆意殴打黑人。除此之外，黑豹党成员George Jackson在圣昆丁州立监狱暴动发生的两周之前死于白人警卫之手。

## 对现代文化的影响
阿蒂卡监狱暴动事件在几首歌中被直接提到：1973年出版的朱迪·柯林斯的唱片 “True Stories and Other Dreams”里包含的Tom Paxton的”The Hostage”，约翰·列侬的 “Sometime in New York City” 唱片里的 “Attica State” 和1997年保罗·西蒙的唱片 “Songs From the Capeman” 里的 “Virgil”。 阿蒂卡监狱暴动给Chales Mingus灵感创作了 “Remember Rockefeller at Attica”，爵士音乐萨克斯管演奏家Arche Shepp的“Attica Blues”在他1972年的同名专辑中。说唱家Nas在他和Laulyn Hill合作的一首叫做“If I Ruled the world （Imagine that）”的歌里提到了阿蒂卡。Nas唱道，“我在阿蒂卡打开了全牢房，然后把他们送到非洲”。英国摇滚乐队10cc唱的歌曲“Rubber Bullets”是关于阿蒂卡监狱暴动的。美国诗人金斯堡的一首诗叫“Hadda Be Playing on the Jukebox”，也参考了阿蒂卡监狱暴动。这首诗也直接被政治摇滚音乐家Rage Against the Machine变成歌曲。
1972年，先锋派作曲家、钢琴家弗雷德里克·热夫斯基用打击乐器的合奏方式来做了两个关于阿蒂卡监狱暴乱事件的歌曲。歌曲“Coming Together”的歌词是来源于1971年Sam Melville写的信。Sam Melville是这暴乱的领导者而且也是在这暴乱中失去生命的人之一。另外的一首歌曲”Attica”来自犯人Richard X. Clark从监狱中出来时说的一句话“现在阿蒂卡监狱就在我眼前”。